# Internierungslager Septfonds

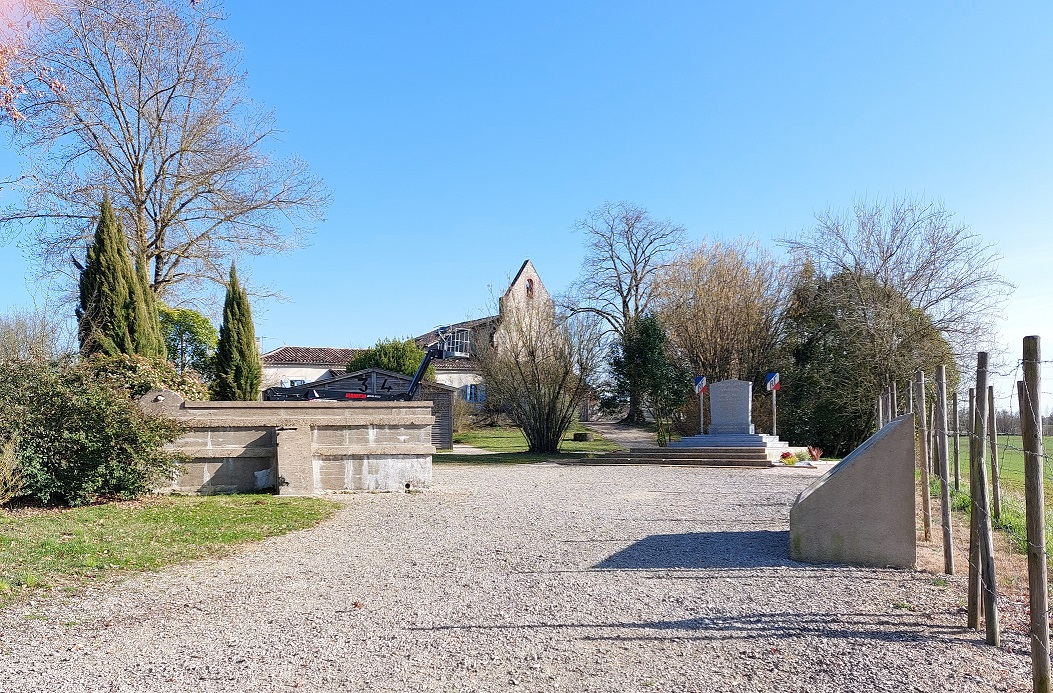
Die Gedenkstätte zur Erinnerung an das Internierungslager Camp des Judes/Camp de Septfonds

Das Internierungslager Septfonds, im Französischen meist als Camp de Septfonds bezeichnet oder nach einem Gemarkungsteil der Stadt Septfonds (Département Tarn-et-Garonne) auch als Camp de Judes, wurde unter der Regierung von Édouard Daladier als Ausweichlager für Flüchtlinge aus dem Spanischen Bürgerkrieg gegründet, um die Lager im Département Pyrénées-Orientales – unter anderem die Lager in Argelès-sur-Mer, Saint-Cyprien, Le Barcarès – zu entlasten. Nach dem Waffenstillstand von Compiègne (1940) änderte sich die Funktion des Lagers. Es diente fortan auch der Internierung von Gegnern des Vichy-Regimes und wurde nach der Befreiung Frankreichs zur Internierung von Franzosen genutzt, denen Kollaboration mit den Deutschen vorgeworfen wurde. In der Geschichte des Camp de Septfonds spiegelt sich die gesamte Bandbreite der Internierungspraxis in Frankreich in den Jahren 1939 bis 1945. Nach Sylvain Zorzin, der seine Dissertation über das Camp verfasste, ist dies „kein Ort der Erinnerung. Es ist ein Ort der Erinnerungen. Zwischen 1939 und 1945 prallten der Spanische Bürgerkrieg, das Vichy-Regime, der – legale und später „illegale“ – Widerstand gegen die Nazi-Besatzer, die Kollaboration, die Deportation und dieses alltägliche Leben in einem Dorf mit weniger als zweitausend Seelen auf wenigen Kilometern aufeinander.“

## Die spanischen Bürgerkriegsflüchtlinge im Camp de Septfonds

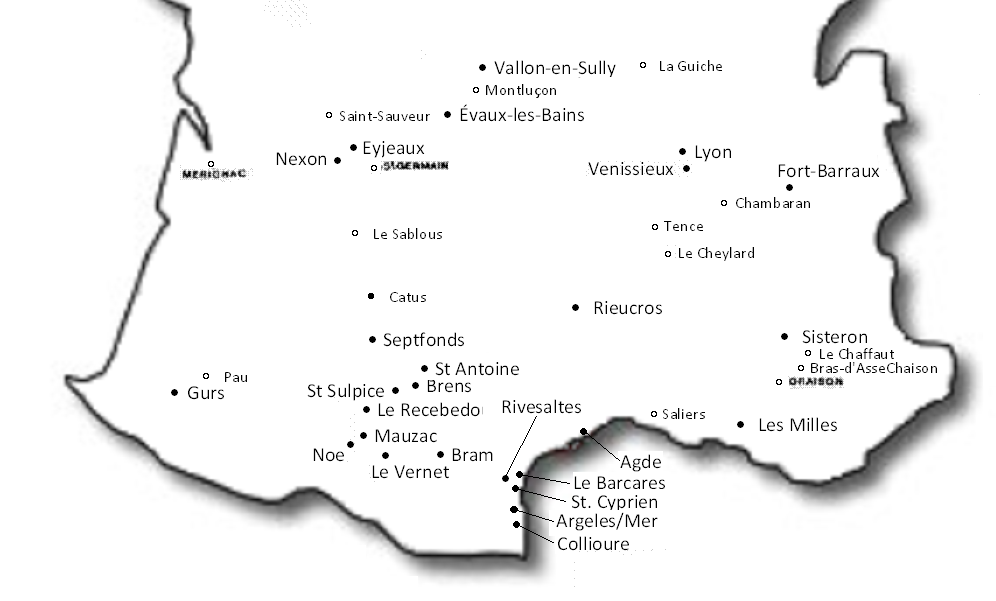
Internierungslager in Südfrankreich nach dem Ende des Spanischen Bürgerkrieges, 1939

Zu Beginn des Jahres 1939 strömten Zehntausende Flüchtlinge aus dem Spanischen Bürgerkrieg über die Pyrenäen in den Süden Frankreichs. Seitens der französischen Regierung waren hierfür offenbar keine Vorkehrungen getroffen worden, wie und wo die Flüchtenden untergebracht werden könnten. So entstanden improvisierte Lager, Centres d'accueil oder auch Centres de recueil (Aufnahmezentren oder Sammelstellen), die anfangs aus nicht mehr bestanden, als aus einem mit Stacheldraht umzäumten Gelände.:S. 37 In einer Kabinettssitzung am 18. Februar 1939 beschloss die französische Regierung Maßnahmen, um das Chaos in den Flüchtlingslagern, das sich durch den Fall von Barcelona am 26. Januar 1939 noch verschärft hatte, zu ordnen. General Ménard, Kommandeur der Militärregion Toulouse, wurde beauftragt, die Zahl der Lager im Département Pyrénées-Orientales zu verringern und in den Départements entlang der spanischen Grenze sechs große Aufnahmezentren zu schaffen. Zu den Lagerstandorten, die Ménard am 25. Februar 1939 verkündete, sollten zugleich eine Differenzierung der dort unterzubringenden Menschen herbeiführen:
- Das Camp de Gurs sollte die Basken und die Interbrigadisten aufnehmen;
- das Camp du Pigné in Bram sollte Alte und Kranke beherbergen;
- das Camp d’Agde war zur Aufnahme von Aktivisten der katalanischen Nationalbewegung vorgesehen;
- das Camp Le Vernet und das Camp de Rieucros sollten unruhige Elemente aufnehmen und
- das Camp de Septfonds schließlich Männer, die als Facharbeiter einsetzbar waren.[5]:S. 39

Innerhalb sehr kurzer Zeit wurde in dem schon erwähnten Gemarkungsteil Judes (Lage) auf einem 50 Hektar großen Gelände ein Lager errichtet, das schließlich aus 40 Holzbaracken (48 m × 7 m) für die Internierten, 5 Steinbaracken für das Lagerpersonal und 3 Baracken für die Krankenstation bestand. Das Ganze war von 50 Kilometern Stacheldraht und Wachtürmen umgeben, und mehr als 1000 Soldaten waren für die Überwachung vorgesehen. Eine Luftaufnahme des Lagerkomplexes ist abgedruckt bei Peter Gaida: „Überschüssige Ausländer“, S. 87.

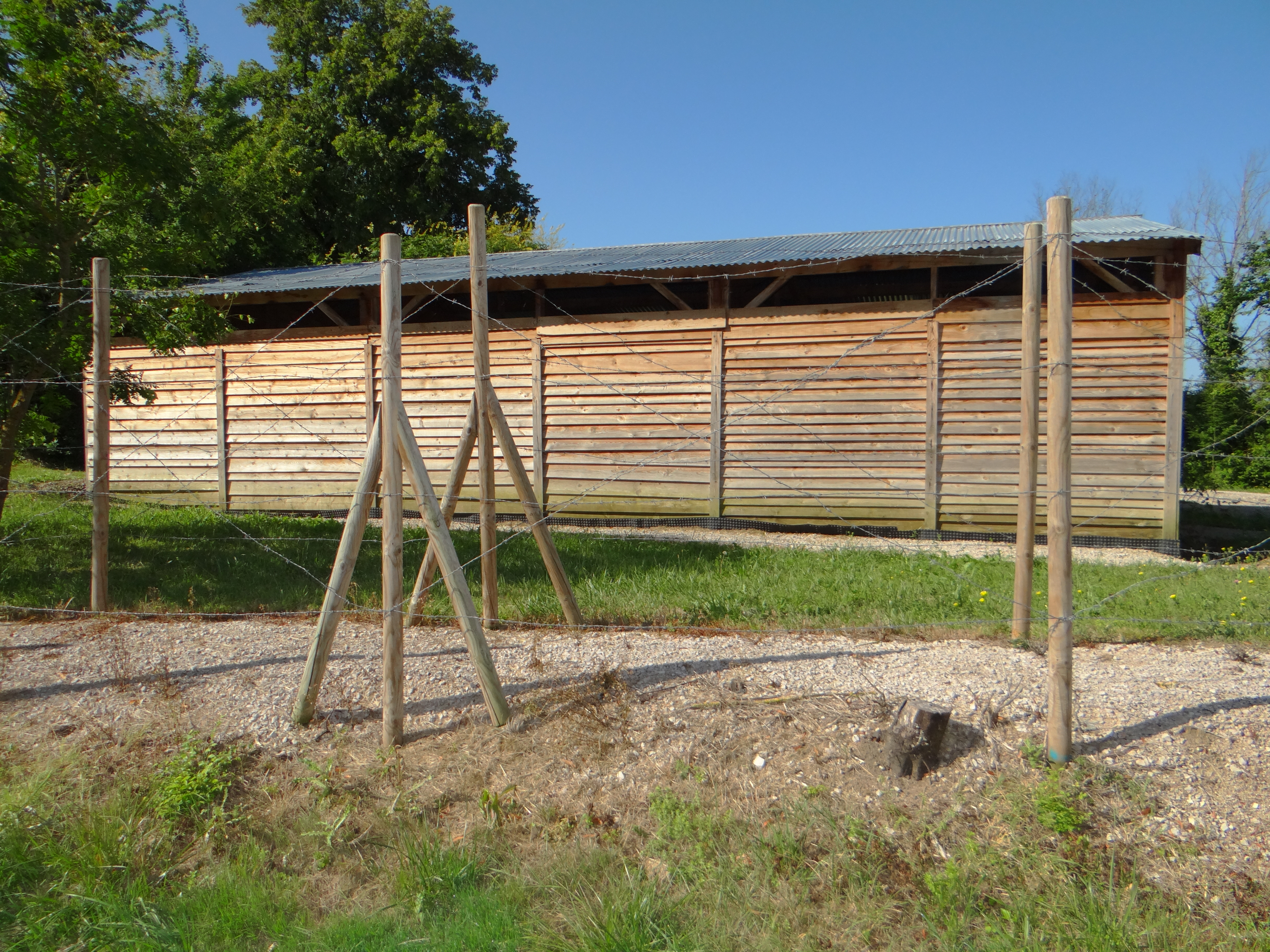
Rekonstruierte Baracke auf dem Gelände der Gedenkstätte für das Camp de Septfonds. Mit Google Street View kann die als Info-Zentrum genutzte Baracke auch von innen betrachtet werden.

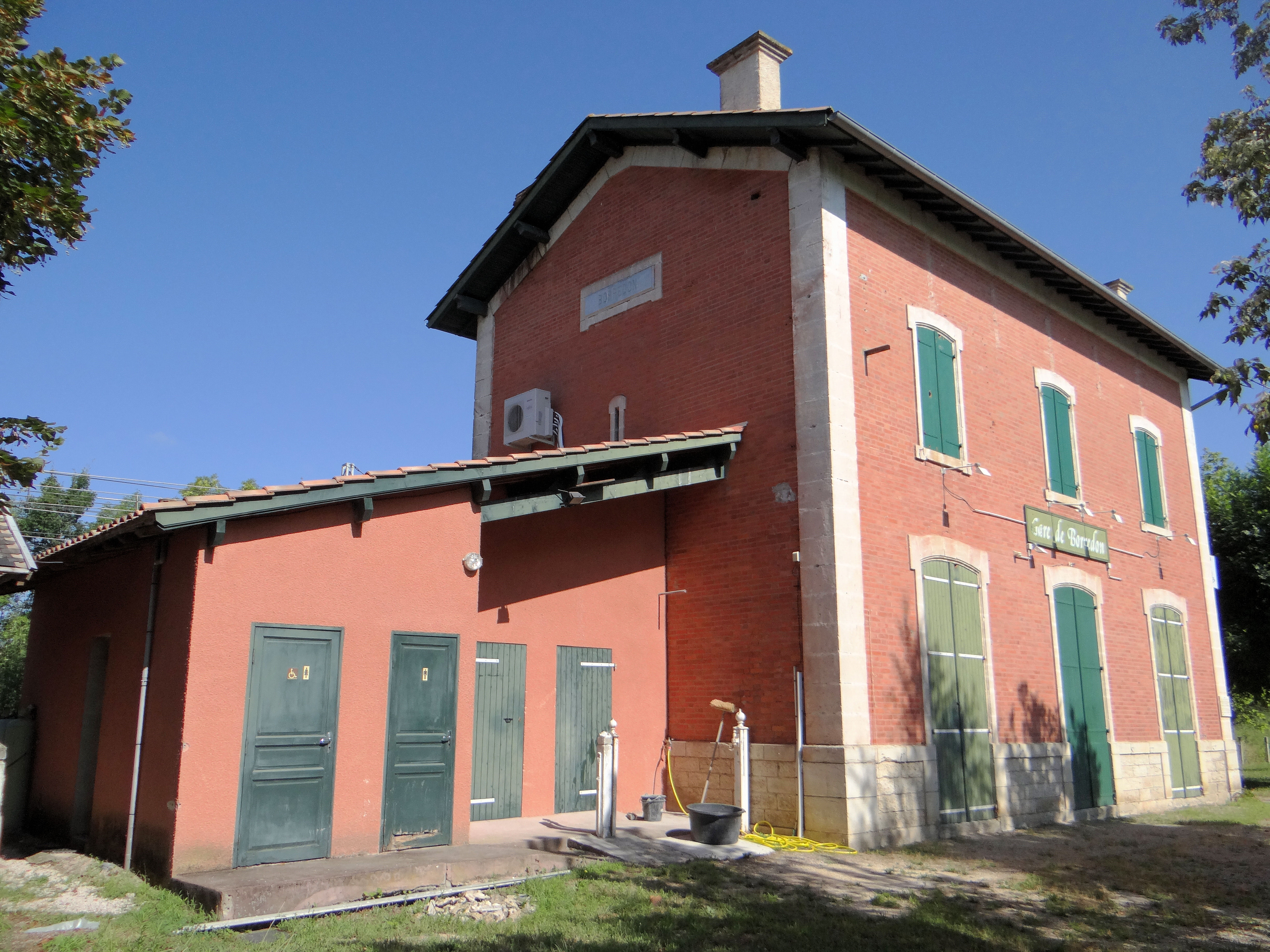
Der ehemalige Bahnhof von Borredon

Ab dem 5. März 1939 trafen per Zug täglich etwa 2.000 Spanier in Septfonds ein. Über deren Transport nach hier heißt es bei der Historikerin Geneviève Dreyfus-Armand:

« Les autorités françaises prenaient soin que les réfugiés ne traversent pas les villes et villages à leur arrivée et c’est justement pour cela que les internés de Septfonds, d’abord acheminés en train jusqu’à Caussade, l’ont ensuite été jusqu’à Borredon, petite gare plus proche du camp de Judes et éloignée des agglomérations. Cela permettait d’éviter aux colonnes d’hommes en marche de troubler les habitants des lieux traversés – inquiets de voir ces « rouges » que la propagande de droite stigmatisait – ou de susciter, au contraire, des manifestations de solidarité de la part de populations sympathisantes de la République espagnole ou des immigrés espagnols déjà présents dans la région. »

„Die französischen Behörden achteten darauf, dass die Flüchtlinge bei ihrer Ankunft nicht durch die Städte und Dörfer zogen. Aus diesem Grund wurden die Internierten aus Septfonds zunächst mit dem Zug nach Caussade gebracht und von dort aus weiter nach Borredon, einem kleinen Bahnhof, der näher am Lager Judes und weiter entfernt von den Ortschaften lag. So konnte vermieden werden, dass die marschierenden Männerkolonnen die Bewohner der durchquerten Orte verwirrten - die besorgt waren, die von der rechten Propaganda stigmatisierten "Roten" zu sehen - oder im Gegenteil Solidaritätsbekundungen von Bevölkerungsgruppen, die mit der Spanischen Republik sympathisierten, oder von spanischen Einwanderern, die sich bereits in der Region aufhielten, auslösten.“

Ausdrücklich wegen seiner Funktion beim Transport der spanischen Exilanten wurde der Bahnhof von Borredon (Lage) 2011 als Monument Historique unter Schutz gestellt. 2012 erwarb ihn die L’association MER 82 – Mémoire de l’Espagne Républicaine 82 und richtete in ihm eine Erinnerungsstätte ein.
Als am 5. März 1939 die ersten Spanier den etwa acht Kilometer langen Weg vom Bahnhof Borredon zum künftigen Lagergelände zurückgelegt hatten, waren von den vierzig geplanten Baracken nur vier tatsächlich gebaut und die Spanier mussten sich, so gut sie konnten, im Freien rund um die kleine Kapelle und den winzigen Friedhof von Lalande vor dem schlechten Wetter schützen sowie auf ausgeschütteten Stroh übernachten.:Abschnitt 3 Am 16. März 1939 erfolgte dann der Umzug von 16.000 Männern in das Camp de Septfonds.
Die Ankunft der Spanier in Septfonds fällt in eine Zeit, in der die französische Regierung noch keine klare Position zu deren Anwesenheit im Lande hatte. Noch bestand „das Hauptanliegen der französischen Regierung in Bezug auf die spanischen Republikaner darin, sie zur Rückkehr nach Spanien zu ermutigen“, und in der Tat kehrten im Laufe des Sommers 1939 auch 4.700 der in Septfonds internierten Spanier in ihr Heimatland zurück.:Abschnitt 6 Die Lebensbedingungen im Camp waren äußerst schlecht und führten in kürzester Zeit zu mindestens 81 Todesfällen. Die Verstorbenen wurden auf einem eigens eingerichtete Friedhof beerdigt. (Lage)

Der spanische Friedhof von Septfonds
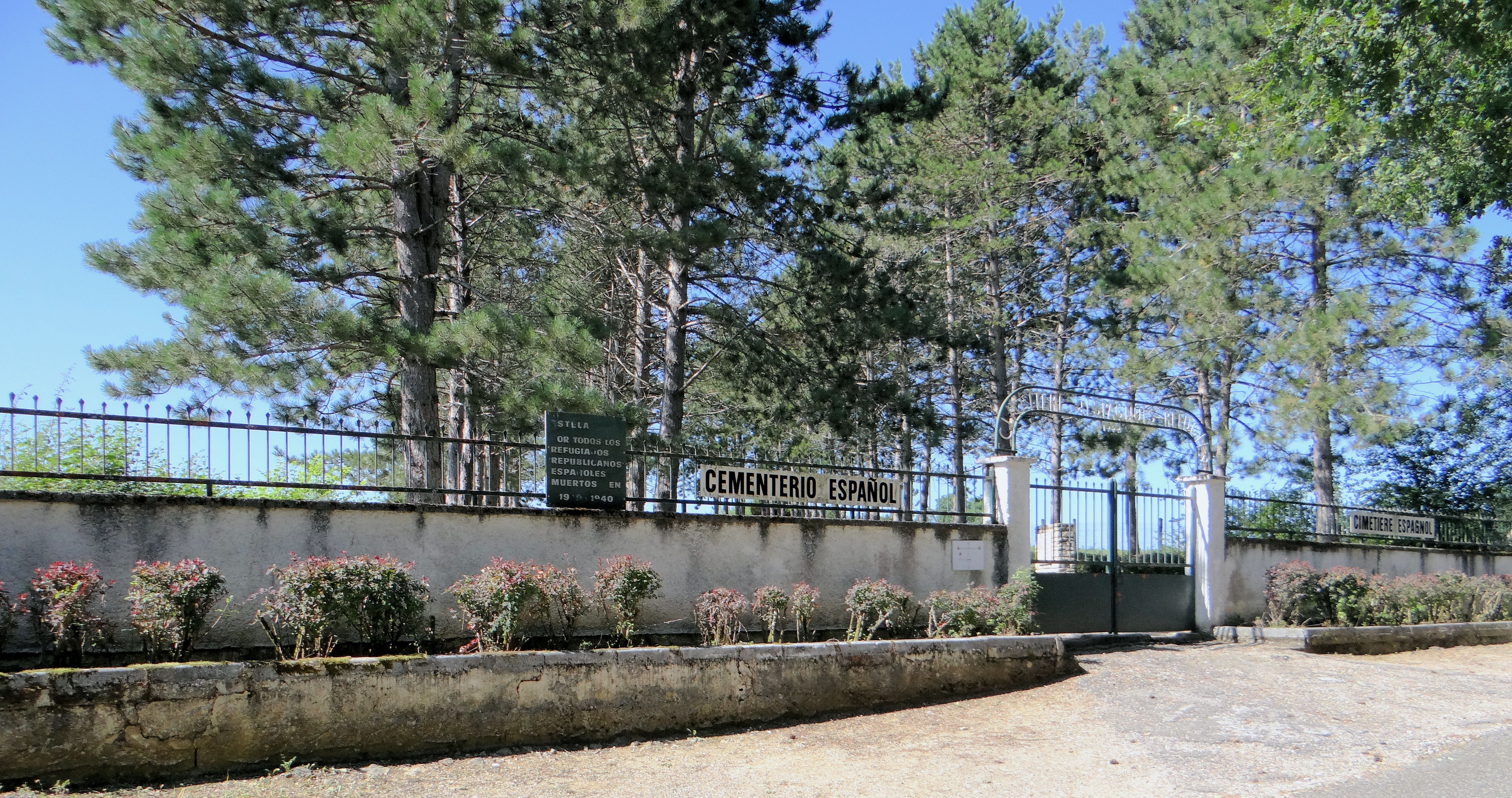
Eingangsbereich des Friedhofs
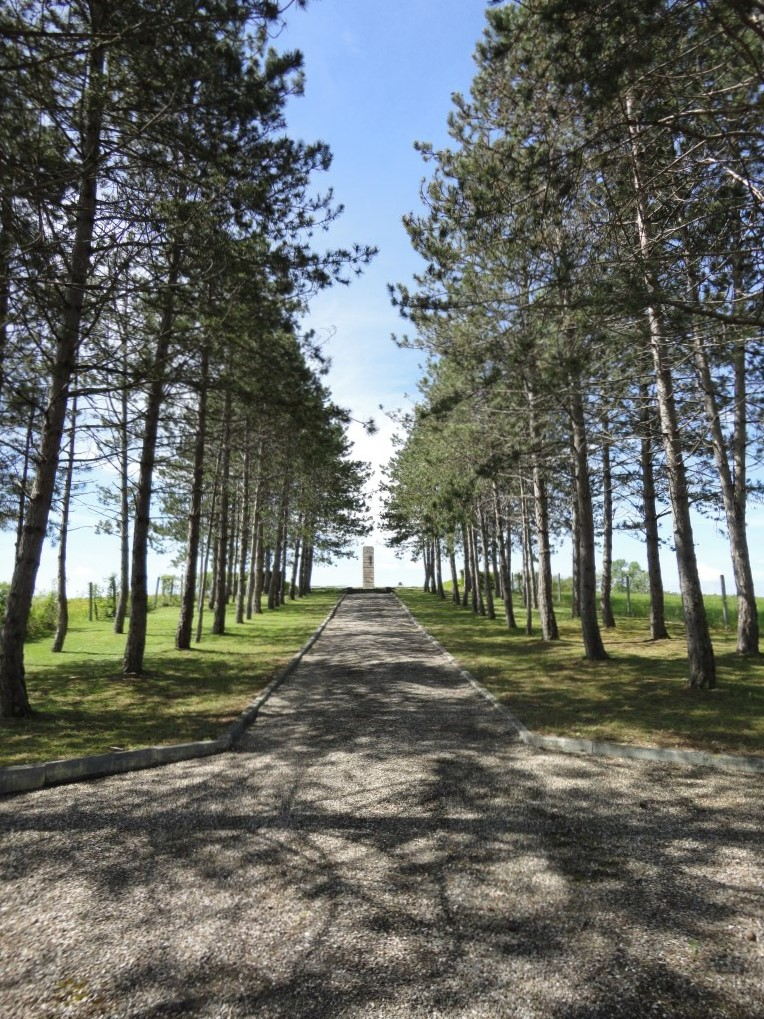
Der Weg zur Stele und zum Gräberfeld auf dem Spanischen Friedhof von Septfonds
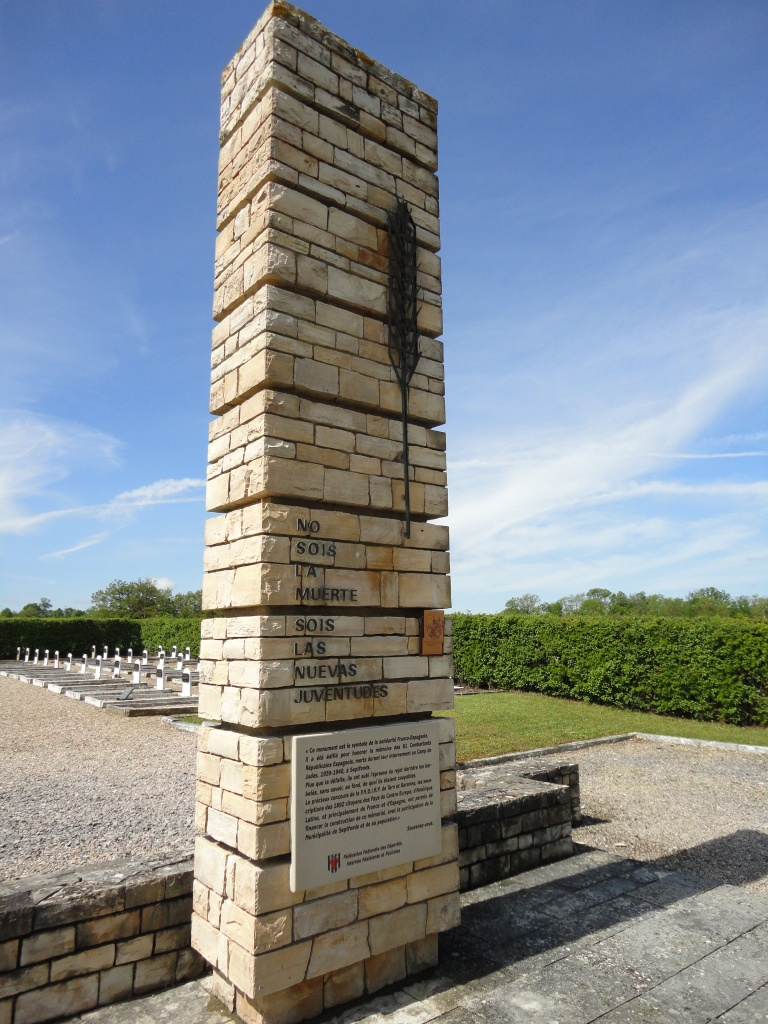
Blick auf Stele und Gräberfeld
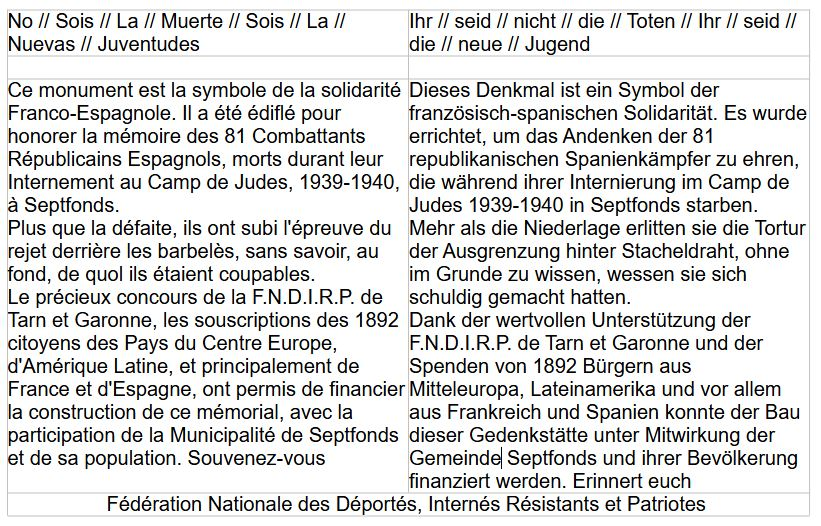
Text der Inschrift und der Plakette an der Stele. Die Inschrift entstammt dem Gedicht von Rafael Alberti.
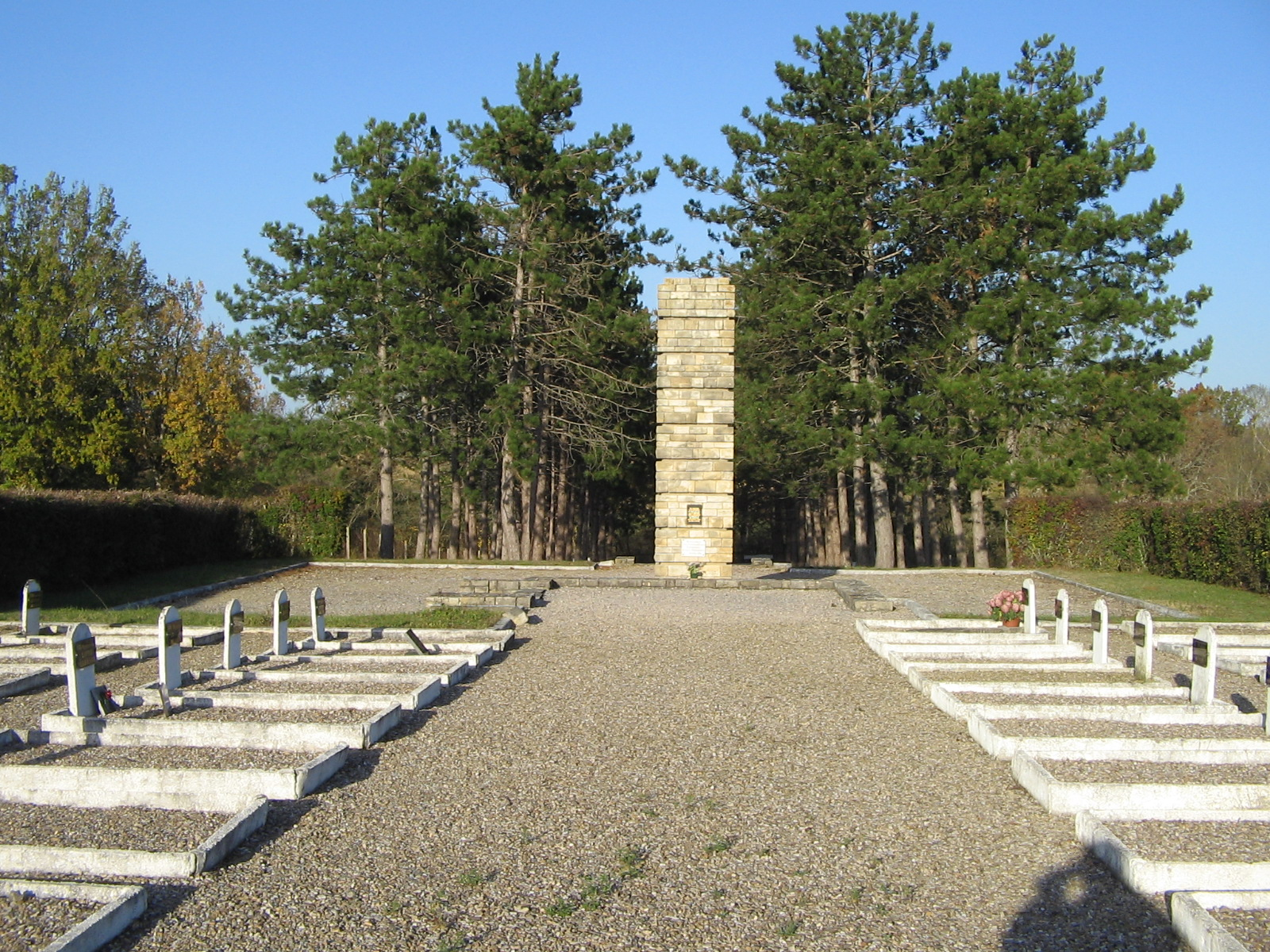
Blick vom Gräberfeld aus auf den Gedenkstein
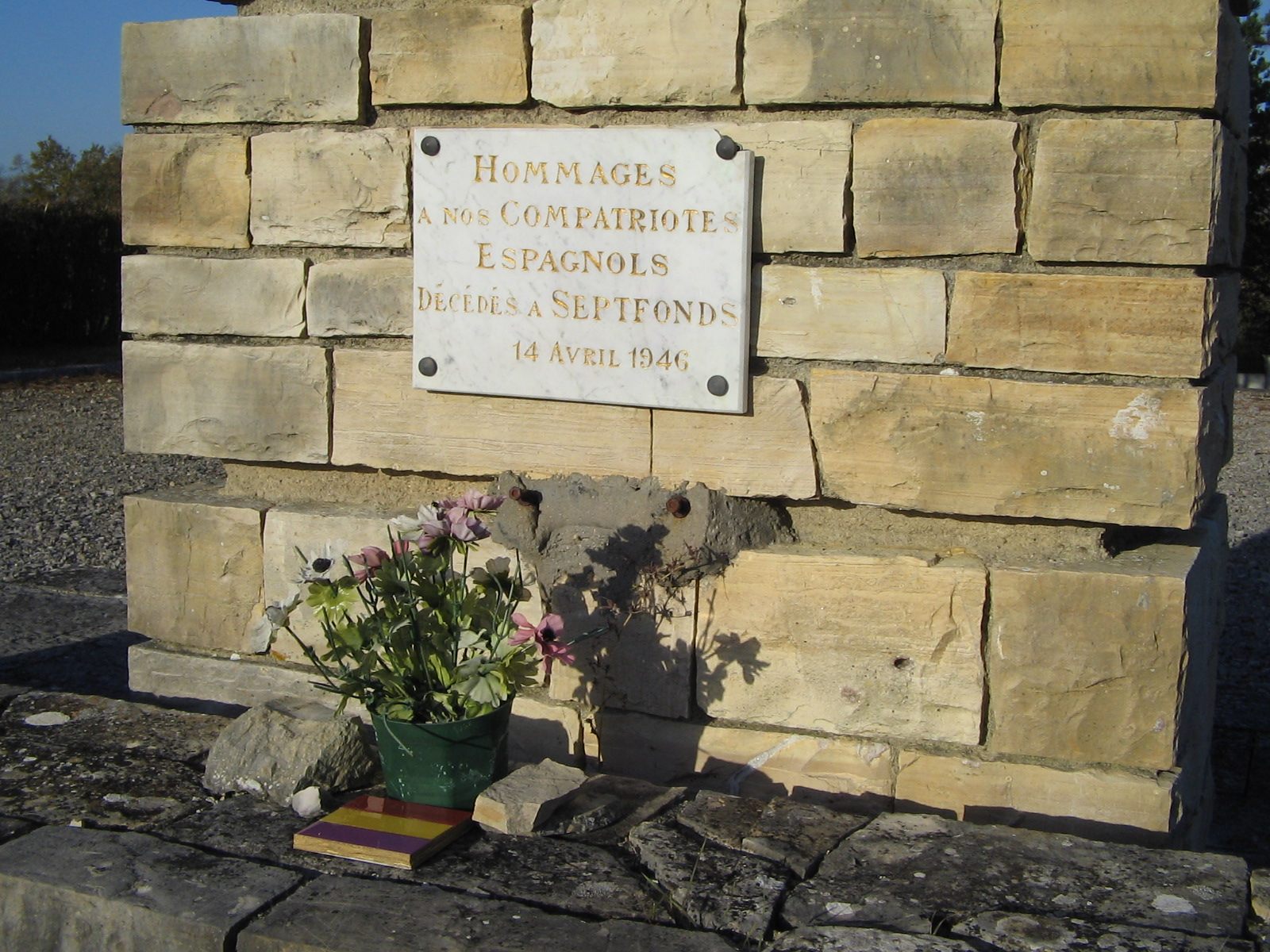
Plakette aus dem Jahr 1946
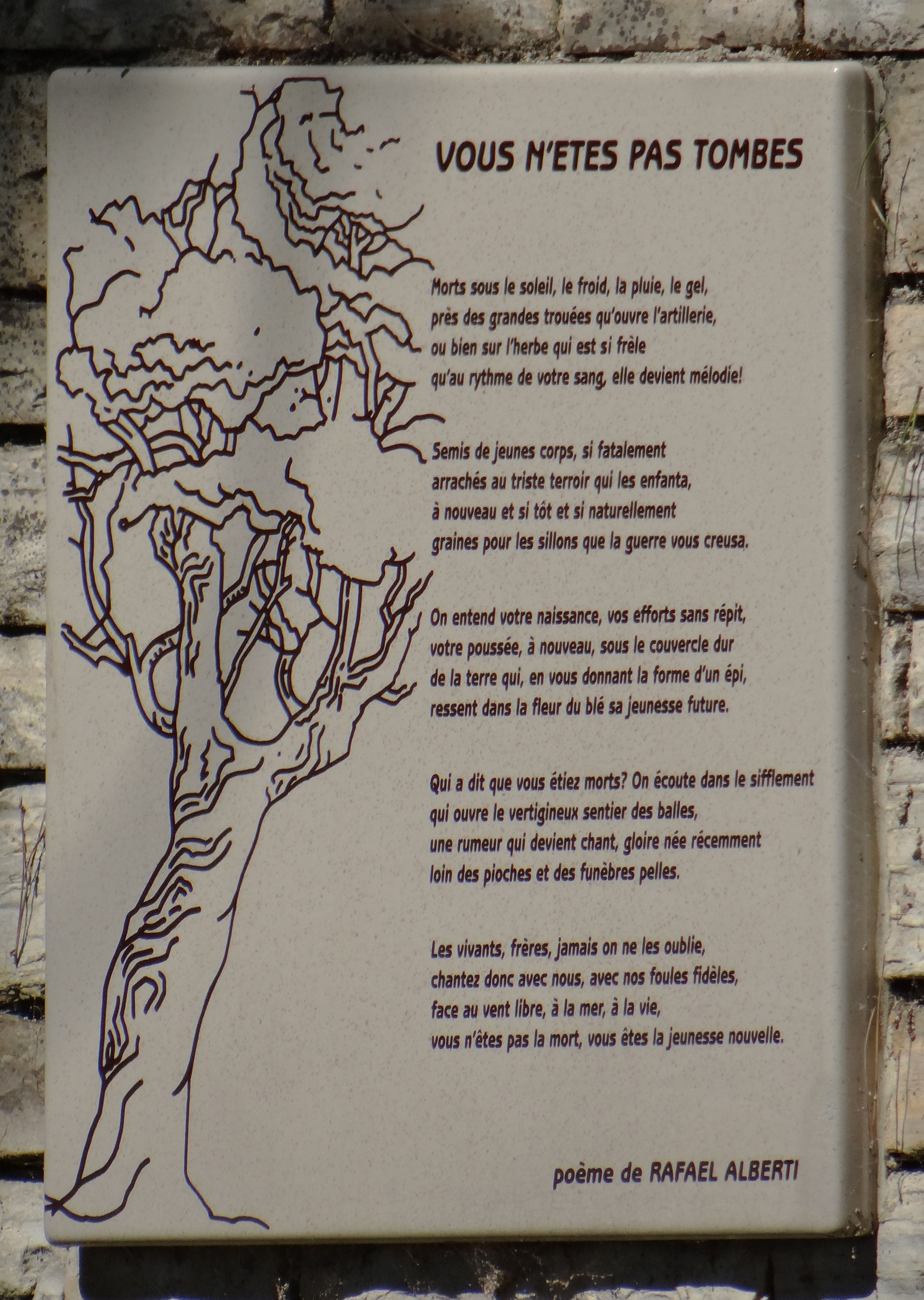
Gedicht von Rafael Alberti

Trotz der schwierigen Lebensbedingungen sei aber im Camp „ein gesellschaftliches, kulturelles und politisches Leben [entstanden]: Die spanischen Aktivisten der kommunistischen Partei gründen Komitees und Zellen. Andere Insassen organisieren künstlerische Veranstaltungen und die spanischen Kinder erhalten Schulunterricht.“
Seit Ende März 1939 gab es aber auch bereits Überlegungen, Spanier für Arbeiten innerhalb und außerhalb des Camps heranzuziehen. Sie wurden als Prestataires (Dienstleister) für öffentlichen Arbeiten außerhalb des Lagers verpflichtet, mussten für Landwirte oder Industrieunternehmen aus der Umgebung arbeiten. oder bildeten Teams zur Instandhaltung des Lagers.:Abschnitt 7
Im Zuge der weiteren Entwicklung wurden in Septfonds sechs Compagnies de travailleurs étrangers (CTE, Kompanien ausländischer Arbeiter) gebildet und an verschiedenen Orten eingesetzt.:Abschnitt 6 Die 31. Kompanie sei im September 1939 für Arbeiten an der Maginot-Linie eingesetzt worden, die 32. Kompanie zum Bau von Panzerabwehrfallen im Nordosten Frankreichs. Im Frühjahr 1940 habe die Armeeführung beschlossen, in Septfonds die Metallarbeiter zu konzentrieren.:S. 45 f. Nach Dreyfus-Armand setzte Rekrutierung von Metallarbeitern und Bergleuten jedoch bereits Mitte 1939 ein, und Industrieunternehmen nahmen vermehrt Zugriff auf das Arbeitskräftereservoir im Camp de Seotfonds. Dieser Trend verstärkte sich mit der Mobilmachung und dem Kriegsausbruch, da dadurch akuter Arbeitskräftemangel in den Betrieben herrschte, der durch die Verpflichtungen der Spanier kompensiert werden sollte. Die Kriegsindustrie interessierte sich besonders für die in Septfonds zusammengefassten Spanischen Facharbeiter, und in den Jahren 1939 und 1940 wurde im Lager Septfonds von der Direktion der Poudrerie nationale de Toulouse, einer der nationalen Sprengstofffabriken, mehrfach um Maurer, Schlosser, Zimmerleute sowie Hilfs- und Lagerarbeiter geworben. Man versprach den Flüchtlingen gute Quartiere, einen sicheren Arbeitsplatz und ein ausreichend angenehmes Leben. Ebenso interessiert an den Spaniern zeigte sich Unternehmen aus der Flugzeugindustrie.:Abschnitt 9-15
Im Februar und März 1940 wurde das Camp de Septfonds geräumt. Nach Dreyfus-Armand befanden sich dort im Mai 1940 nur noch etwa 250 Männer.:Abschnitt 16
Auf der Webseite der L’Amicale de Mauthausen ist eine Tabelle abgedruckt, aus der hervorgeht, dass neun Spanier aus dem Camp de Septfonds im KZ Mauthausen zu Tode kamen. Die Hintergründe werden dort nicht erwähnt und auch nicht die Gesamtzahl der Spanier, die von Septfonds aus nach Mauthausen deportiert wurden. Diese Deportationen waren die Folge davon, dass Franco-Spanien das Angebot Deutschlands ablehnte, die in Frankreich ansässigen Bürgerkriegsflüchtlinge, die sogenannte Rotspanier, zurückzunehmen. Darauf folgte am 25. September 1940 ein Führerbefehl, der die Einlieferung aller gefangenen Spanier in deutsche Konzentrationslager anordnete. Ihr Bestimmungsort wurde in den meisten Fällen Mauthausen, wo die Häftlinge durch die Arbeit in den Steinbrüchen systematisch vernichtet wurden. Dass sich dort die Situation der Häftlinge ab 1942 verbessert habe, kam den neun Menschen auf der Liste nicht mehr zugute: acht von ihnen starben noch 1941, zwei Anfang 1942.

## Militärisches Ausbildungslager, Demobilisierungszentrum und Lager für Fremdarbeiter
Laut der Fondation pour la Mémoire de la Déportation (FMD) folgten den spanischen Internierten der ersten Lagerphase 1.000 Freiwillige, die sich für den Dienst in der Fremdenlegion gemeldet hatten. Unter ihnen sollen sich auch 800 Flieger der polnischen Armee in Frankreich befunden haben. Die Webseite Chemins de Mémoire legt nahe, dass es mit dem Fortschreiten des Zweiten Weltkriegs zu einer Reaktivierung des Camps als Internierungslager kam und Septfonds in der Folge des Waffenstillstands von Compiègne (1940) „zum Demobilisierungszentrum für ausländische Freiwillige, die "Restbestände" der Bataillone der Leichten Afrikanischen Infanterie und der Fremdenlegion sowie für französische Soldaten, die als "unerwünscht"“ galten, wurde. Dreyfus-Armand wiederum schreibt, das Lager Septfonds sei seit März 1940 ein Lager der Régiment de Marche des Volontaires Ètrangers (RMVE) geworden. Diese Marschregimenter Ausländischer Freiwilliger, deren erstes Regiment im Oktober 1939 aufgestellt worden war, bestanden aus in Frankreich lebenden Ausländern, die sich freiwillig zum Armeedienst unter dem Kommando der Fremdenlegion gemeldet hatten. Ein Drittel von ihnen waren spanische Bürgerkriegsflüchtlinge.
Nach Dreyfus-Armand wurden mehrere RMVE-Regimenter in Septfonds demobilisiert, darunter viele Spanier und Juden. Das Lager sei in der Folge in zwei Teile geteilt worden. Ein Teil des Lagers habe der Sortierung und Unterbringung von „unerwünschten Ausländern, die in der nationalen Wirtschaft überzählig sind“ (étrangers indésirables en surnombre dans l’économie nationale) gedient und habe dem Innenministerium unterstanden. Der andere Teil des Lagers sei den Groupes de Travailleurs Étrangers (GTE, Fremdarbeitergruppen) vorbehalten gewesen, den Nachfolgern der oben schon erwähnten CTE. In Septfonds gegründet wurden die GTE 533 und 552, die aus Spaniern bestanden, und die GTE 302, der demobilisierte ausländischen Freiwilligen, hauptsächlich Juden, angehörten.:Abschnitt 17 Bei Eggers findet nur die GTE 302 Erwähnung, die nach ihm von Januar 1941 bis September 1943 bestand.:S. 566 Er stellt ihre Gründung in den Zusammenhang mit dem Vorhaben des Vichy-Regimes, die Fremdarbeitergruppen national homogen zu organisieren. Einziges Resultat diese Vorhabens sei aber die Schaffung von Groupes palestiniens gewesen, wie die rein jüdischen Gruppen verschleiernd genannt wurden. Die GTE 302 war eine dieser groupes homogènes, und in ihr galten wie in allen ähnlichen Gruppen schlechtere Lebens- und Arbeitsbedingungen als in den nicht-jüdischen GTE. Als ein Hintergedanke bei der Gründung der jüdischen GTE führt Eggers an:

„Die besondere Aufmerksamkeit der Verwaltung galt offenbar der Konzentration der jüdischen Arbeiter in speziellen Einheiten. Sie erleichtert in der Folge ihre Diskriminierung und schließlich die Organisation der Deportationen. Georges Picard bezeichnet die „groupes homogènes“ im März 1942. vor dem Comité de Nimes als „kleine infernalische Konzentrationslager“.“

Laut der Fondation pour la Mémoire de la Déportation wurde die GTE 552 im März 1941 verlegt (wohin, ist nicht erwähnt)) und die GTE 533 im April 1942 nach Réalville.

## Verteilungs- und Beherbergungszentrum
Laut FMD war das Camp de Septfonds von Januar 1941 bis August 1944 ein Camp de triage et d'hébergement, anfangs aber vermutlich noch in der Folge der von Dreyfus-Armand erwähnten Zweiteilung parallel zu dem Lagerteil der den Fremdarbeitern vorbehalten war. Vorausgegangen war dem eine Anordnung des Innenministeriums vom 16. Dezember 1940, die Septfonds zum Sammellager für alle in der Südzone verhafteten Ausländer bestimmte.

„Ausländer, die von den Gendarmerien oder Polizeistationen aufgegriffen werden (…) müssen zunächst ein Verteilungszentrum durchlaufen, das Kranke oder arbeitsunfähige Männer, junge Männer, Frauen, ältere Menschen und alle Elemente, die für die nationale Sicherheit oder die öffentliche Ordnung zweifelhaft sind, aussortiert; es ist daher notwendig, dass das Innenministerium eine solche Einrichtung im Lager Sepgfonds einrichtet.“

Nach Dreyfus-Armand war Septfonds zudem Haftort für ausländische Kommunisten, die im Departement Tarn-et-Garonne verhaftet wurden und diente als Sammelstelle für Ausländer, die zum Service du travail obligatoire (STO) verpflichtet wurden.:Abschnitt 17
Mit der neuen Funktionsbestimmung für das Camp de Septfonds ging offenbar eine deutlich geringerer Belegung einher als zuvor. Am 17. Juni 1941 habe es nur noch 500 Internierte gegeben. Die Hintergründe sind unklar. Peschansky berichtet, das Innenministerium habe Anfang Februar 1941 eine vollständige Neuorganisation der Lager beschlossen. Septfonds sei in dem Zusammenhang die Funktion zugeteilt worden, Ausländer zu beherbergen, die von den Behörden als nicht gefährlich eingestuft worden seien.:S. 406 Nach den Chemins de Mémoire wiederum stand das Lager im Herbst 1941 kurz vor der Schließung und wurde in der Folge „zum regionalen Zentrum, in dem unerwünschte Ausländer oder Personen in ungeregelten Zuständen aussortiert wurden, die sich innerhalb des Dèpartements in Haft befanden.“ Dem korrespondieren die von der FMD aufgeführten Belegungszahlen:
- 31. Juli 1941: 209 Internierte (davon 6 Juden)
- 19. September 1941: 120 Internierte (davon 14 Juden)
- 30. November 1941: 72 Internierte (darunter 55 Spanier und 11 Deutsche)
- 26. Dezember 1941: 67 Internierte (darunter 52 Spanier, 8 Polen, 3 Österreicher, 1 Deutscher)

Die Zahlen legen nahe, dass in ihnen die Angehörigen der Fremdarbeiterkompagnien (GTE) nicht enthalten sind, denn GTE-Einheiten bestanden in der Regel aus etwa 250 Männern.
Trotz des materiellen Elends, mit dem die Internierten sich arrangieren mussten, gab es aber auch freundlichere Aspekte im Lagerleben. Gemüsegärten und Kartoffelfelder entstanden in der Regie der Internierten und trugen zur Linderung der Nahrungsnot bei. Der Kommandeur der GTE gründete eine Schuhmachereien und richtete Nähwerkstätten ein, in denen Kleidung für die Lagerinsassen hergestellt und repariert werden konnte. In Septfonds wurde auch eine Bibliothek eingerichtet; es existierten Chöre und Orchester, und die Internierten gründeten eine "Volksuniversität".

## Die Zeit der Deportationen
Wie in anderen Internierungslagern war es auch in Septfonds an der Tagesordnung, dass Verlegungen in andere Lager stattfanden oder Internierte von anderen Lagern nach Septfonds kamen. Eine völlig andere Qualität hatten dagegen die Verlegungen, die im August und September 1942 stattfanden. Zuvor war im Juli das Camp de Septfonds zu einer Internierungsstätte für gefährliche Personen deklariert worden. Am 24. August 1942 wurden 84 jüdische Internierte aus der GTE 302 in das Sammellager Drancy gebracht. Die Aktion war Teil der Massenverhaftungen von Juden im gesamten Département. 

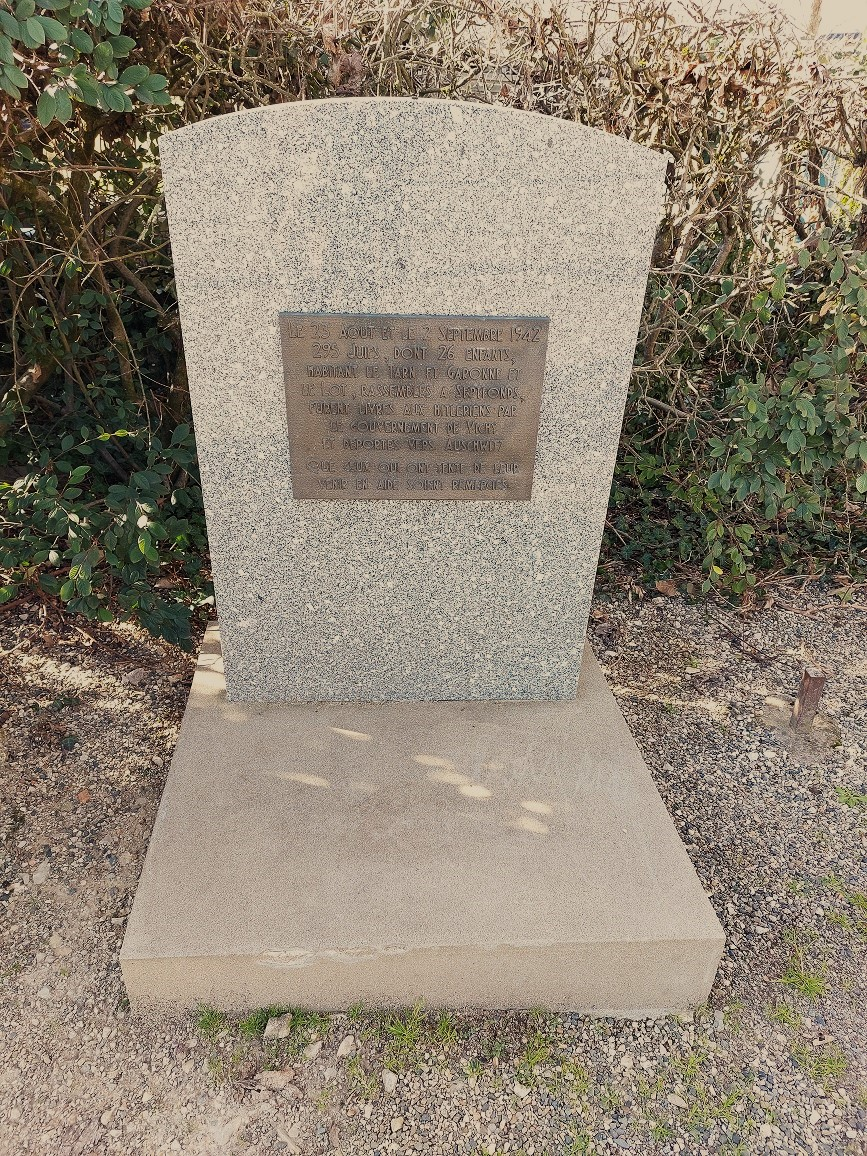
Gedenkstein zur Erinnerung an die über das Camp de Septfonds deportierten Juden

 Von diesen 84 wurden 33 am 26. August von Drancy aus mit dem Transport 25 nach Auschwitz deportiert, 48 folgten am 31. August 1942 mit dem Transport 26. 27 von ihnen waren Deutsche, 12 Österreicher, 4 Polen und je einer Russe bzw. Staatenloser. Am 1., 3., und 9. September 250 Internierte nach Drancy verlegt, entweder direkt oder über das Camp de Rivesaltes. Ihre Deportation nach Auschwitz erfolgte am 9. September 1942 mit dem Transport 30. Von den 1.000 Deportierten kamen 198 aus Septfonds, darunter wiederum überwiegend Deutsche und Österreicher.
Am Square Henri Grau (Lage) in Septfonds erinnert eine Gedenktafel an diese Deportationen. Der Namensgeber des Platzes war ein zweijähriger Junge, der als jüngstes jüdisches Kind Opfer der Deportationen wurde. Die Inschrift auf der Gedenktafel nennt eine andere Gesamtzahl der Deportierten als die FMD.

« Le 23 Aôut et le 2. Septembre 1942 // 295 Juifs, dont 26 enfants, // Habitant le Tarn et Garonne et // le Lot, rassemblés a Septfonds, // furent livres aux Hitlerien par // le gouvernement de Vichy // et déportes vers Auschwitz. Que ceux qui ont tenté de leur // venir en aide soient remerciés. »

„Am 23. August und am 2. September 1942 // 295 Juden, darunter 26 Kinder, // aus den Departements Tarn et Garonne und // Lot, die in Septfonds versammelt waren, // wurden von // der Vichy-Regierung // den Hitlerianern ausgeliefert // und nach Auschwitz deportiert. Allen, die versucht haben, ihnen // zu helfen, sei gedankt.“

## Das Ende des Lagers
Hinweise auf die Zeit nach den Deportationen sind rar. Als im November 1942 die Deutschen auch die bisher freie Zone besetzten, sei das Camp de Septfonds bestehen geblieben. Laut dem L'Amicale de Mauthausen befanden sich im März 1943 nur noch 70 Juden im Lager, die weiterhin einer GTE angehörten. Diese seien zur Zwangsarbeit auf den Baustellen der Organisation Todt verpflichtet worden, ein Schicksal, das ab September 1943 auch die jüdischen „mittel- und arbeitslosen“ Frauen ereilt habe.
Anfang August 1944 wurde Septfonds während eines nächtlichen Angriffs von den Widerstandsgruppen befreit.
Nach der Befreiung wurde das Camp de Septfonds für die Internierung von Franzosen genutzt, denen Kollaboration mit den Deutschen vorgeworfen wurde. Das habe zwischen August 1944 und Mai 1945 500 Menschen aus dem des Département betroffen. Vorgeworfen wurde ihnen in den meisten Fällen eine wirtschaftliche Zusammenarbeit mit den Besatzern.

## Gedenk- und Erinnerungsorte
Die Erinnerung an das Lager setzte Anfang der 1970er Jahre ein. Das damals von Institutionen und Verbänden entworfene Konzept sah vier Erinnerungsorte in Septfonds vor, deren Errichtung sich über mehr als 20 Jahre erstreckte:

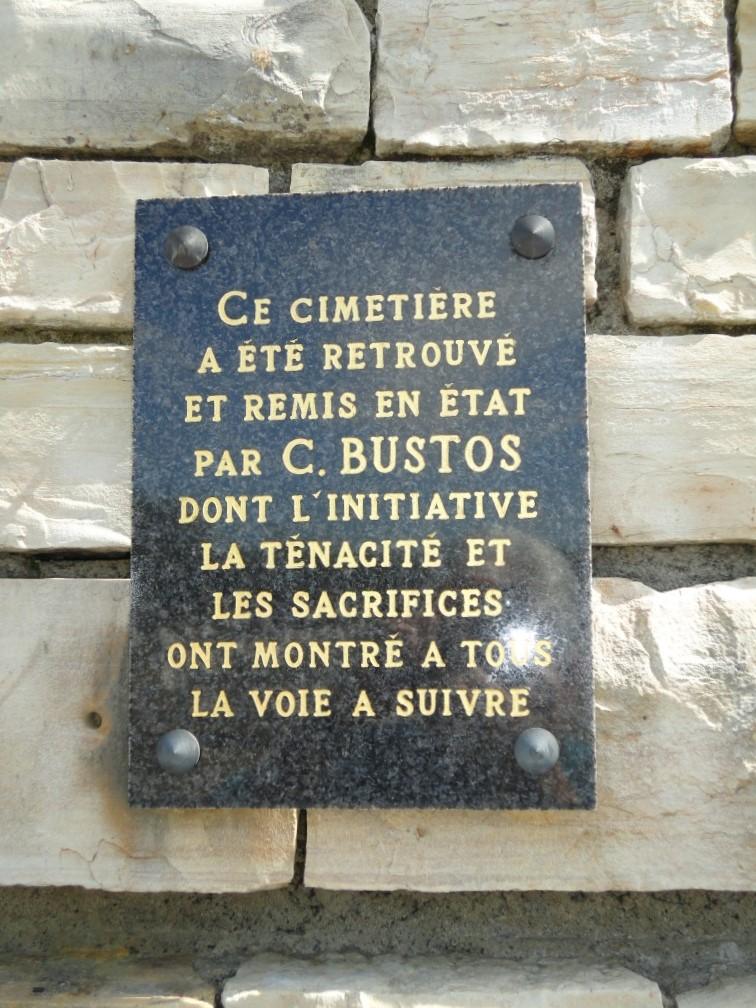
Gedenktafel zu Ehren von Cesareo Bustos Delgado

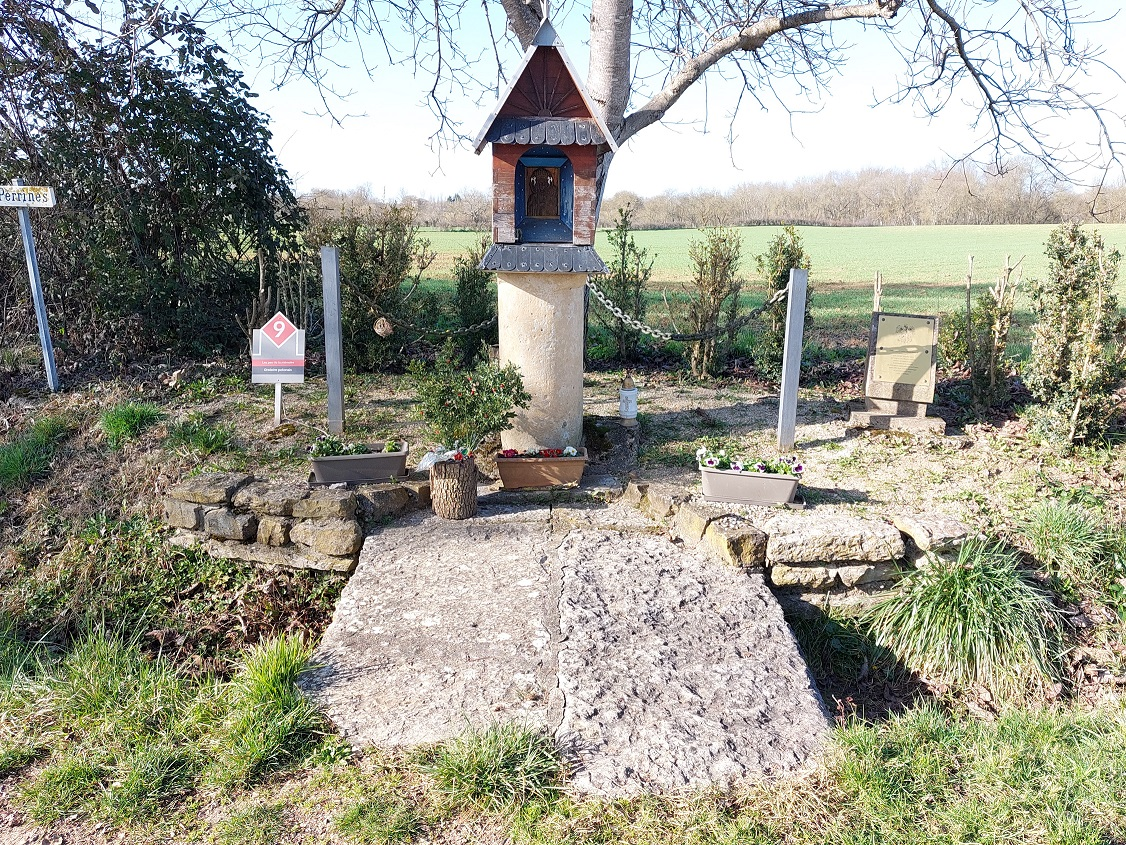
Der polnische Andachtsplatz

- Der den spanischen Friedhof wurde am 1. Oktober 1978 wieder zugänglich, nachdem er von Cesareo Bustos Delgado, einem spanischen Flüchtling, der Mauthausen überlebt hatte, saniert worden war.[16] Für seine Verdienste um die Restaurierung des Friedhofs wurde an der großen Stele eine Plakette mit einer Widmung angebracht: « Ce Cimetière // a été retouvé// et remis en état // par C. Bustos // dont l'initiative // la ténacité et // les sacrifices // ont monté a tous // la voie a suivre » (deutsch: „Dieser Friedhof // wurde wiederentdeckt // und in Stand gesetzt // von C. Bustos // dessen Initiative // Hartnäckigkeit und // Opfer // uns allen // den Weg gezeigt haben, den wir gehen müssen“)
Delgado (* 15. März 1908 in Santa Cruz de Mudela; † 2. November 1982 in Septfonds) war Arbeiter, Sympathisant der Sozialistischen Jugend und später der Spanischen Sozialistischen Arbeiterpartei.[22]
Delgado ging 1939 ins französische Exil und kämpfte mit der französischen Armee in den Vogesen und geriet im Gebiet von Belfort in deutsche Gefangenschaft. Er wurde in dem im September 1940 eröffneten Frontstalag 140 interniert und nach dessen Schließung in den Stalag XI B nach Fallingbostel verlegt. Von hier erfolgte am 27. Januar 1941 Delgados Deportation nach Mauthausen, wo er am 5. Mai 1945 befreit wurde.[23]
Nach der Befreiung kehrt Delgado nach Frankreich zurück und lebte mit seiner Familie bis zum 31. August 1960 in Lieusaint (Seine-et-Marne). Ab dem 1. September 1960 lebten sie dann dauerhaft in Septfonds.[23]
Delgado widmete ab 1974 seine Zeit, sein Geld und seine Energie der Restaurierung des Friedhofs der spanischen Flüchtlinge. Dieser war in den Jahren zuvor in Vergessenheit geraten und völlig verwahrlost und konnte auch durch Unterstützung der FNDIRP (Fédération Nationale des Déportés et Internés, Résistants et Patriotes) und der Gemeinde Septfonds allmählich restauriert werden und am 1. Oktober 1978 als Gedenkstätte eingeweiht werden. zuvor, am 14. März 1978, war Delgado und seiner Frau Ana Maria per Dekret die französische Staatsangehörigkeit zuerkannt worden.
- Der oben schon erwähnte Gedenkstein zur Erinnerung an die deportierten Juden am Henry-Grau-Platz wurde 1990 errichtet.
- Der polnische Andachtsplatz, der 1941 von den Gefangenen vor ihrer Verlegung eingerichtet wurde[24], wurde 1995 saniert. (Lage)
- 1992 wurde eine Ausstellung mit einer historischen Zusammenfassung des Lagers und seiner verschiedenen Nutzungszeiten eingerichtet. Sie war vermutlich die Vorläuferin der Gedenkstätte auf dem ehemaligen Lagergelände, die 1996 eingerichtet und zwei Jahre später durch historische Tafeln ergänzt wurde.[6][25]
Diese Errichtung der Gedenkstätte hat jedoch eine Vor- und Nachgeschichte. 1971 war auf dem Gelände des 1945 zerstörten Lagers ein Bauernhof angesiedelt worden. Diesen wollte dessen Besitzer im Jahr 1995 zu einer Schweinefarm mit tausend Schweinen ausbauen. Das führte zu heftigen Kontroversen:
« Les associations de mémoire juives et espagnoles s’indignent de cette superposition troublante : qu’on enferme des cochons sur le lieu même où ont été enfermés leurs aînés, qu’on fasse écho à la sombre histoire d’un camp par une pratique d’élevage précisément décriée comme  ‹ concentrationnaire ›. » (deutsch: „Jüdische und spanische Erinnerungsverbände sind empört über diese beunruhigende Überschneidung: dass Schweine am selben Ort eingesperrt werden, an dem ihre Vorfahren eingesperrt wurden, dass die dunkle Geschichte eines Lagers in einer Zuchtpraxis widergespiegelt wird, die genau als ‚Konzentration‘ verschrien wird.“)[26]
Es kam zu einem Kompromiss: Der Bauer stellte das Grundstück kostenlos zur Verfügung, auf dem sich heute die Gedenkstätte befindet, und durfte im Gegenzug seinen Stall für 1.000 Schweine bauen.
Im Jahr 2018 genehmigte die Präfektur die Verdreifachung des zulässigen Schweinebestands und einen Durchsatz von jährlich 6.500 Schweinen. Nach radiofrance.fr sollte einer der größten Intensivviehbetriebe im Departement entstehen, der sich nicht nur im Widerspruch zu der Historie des Ortes befinden würde, sondern auch für große Umweltbelastungen sorgen wird.[26]
Die Nachkommen spanischer Lagerhäftlinge scheiterten im Jahr 2019 vor dem Verwaltungsgericht von Toulouse mit ihrer Klage zur Aufhebung der Genehmigung für die erweiterte Schweinehaltung. Über ein Berufungsverfahren der L’association MER 82 war im März 2021 noch nicht entschieden worden, aber die Erweiterungsgebäude für den Schweinebetrieb standen bereits.[26]
Über die Webseite der L’association MER 82 ist eine Pressemitteilung führender Repräsentanten spanisch-republikanischer Verbände aus dem Jahre 2022 abrufbar. Darin begründen sie, weshalb sie – obwohl ihre Organisationen zur Teilnahme aufrufen – an den Zeremonien zum Gedenken an die Befreiung in Frankreich und Spanien am 8. Mai 2022 in Septfonds nicht teilnehmen werden. Für die um 10,30 Uhr geplante Gedenkveranstaltung an der Lagergedenkstätte hoffen sie, dass diese „nicht vom pestilenzialischen Geruch der Gülle der 6500 Schweine pro Jahr, die in der Fleischfabrik gemästet werden, belästigt werde, die vom Rathaus von Septfonds genehmigt wurde“[27]

Der Guide les Pas de la Mémoire, der über die Webseite des Museums abrufbar ist, verbindet diese und weitere Gedenk- und Erinnerungsorte in Septfonds.
Bereits 1995 war im Musée de la Résistance et de la Déportation (dem heutigen Musée de la Résistance et du Combattant) in Montauban ein Ausstellungs- und Dokumentationsraum eingerichtet worden, das der Geschichte der Internierungslager in Südwest-Frankreich, insbesondere der des Lagers Septfonds, gewidmet ist.
2012 wurde auch der Bahnhof von Borredon als Erinnerungsstätte eingeweiht.

## Bekannte Internierte
- Francisco Boix
- Isaac Kitrosser (* 27. August 1899 in Soroca; † 10. August 1984 in Paris) lebte sei 1922 in Paris und war ein französischer Fotograf und Fotojournalist (unter anderem für Life). Er engagierte sich während des Zweiten Weltkriegs in der Résistance, wurde von der Gestapo verhaftet und in Septfonds interniert. Hier gelang es ihm, auch im Lager zu fotografieren. Seine hier entstandenen Fotografien gehörten zu den ersten Fotos, die 1944 nach der Befreiung Frankreichs über die französischen Lager veröffentlicht wurden.[29]
- Adele Kurzweil
- Heinz Letton
- Gert Heinrich Wollheim
- In den beiden Artikeln von Geneviève Dreyfus-Armand finden sich – neben einer kurzen Anmerkung zu Wollheim – ausführliche Hinweise zu in Deutschland weniger bekannten Künstlern und Intellektuellen sowie Erläuterungen zu deren Werken, die während ihrer Internierung in Septfonds entstanden sind. Der Artikel Artistes et intellectuels enthält viele Abbildungen, und Dreyfus-Armand beschreibt deren nicht immer eindeutige Aussagen und den Entstehungshintergrund.
  - Maler (darunter auch Wollheim)
Im Guide les Pas de la Mémoire heißt es dazu unter der Station 5 – Mairie de Septfonds: “The Septfonds municipality has a collection of paintings made by Spanish painters interned at the Judes camp. These painters were housed and fed by the then mayor, M. Solomiac, as a way of getting them out of the camp. They evoke the arrival of the Spanish refugees and Republican exiles and show local professions. Some of them are protected as Historical Monuments.” (deutsch: „Die Gemeinde Septfonds besitzt eine Sammlung von Gemälden spanischer Maler, die im Lager Judes interniert waren. Diese Maler wurden von dem damaligen Bürgermeister M. Solomiac untergebracht und verpflegt, um sie aus dem Lager zu holen. Sie erinnern an die Ankunft der spanischen Flüchtlinge und republikanischen Exilanten und zeigen lokale Berufe. Einige von ihnen sind als Monument historique geschützt.“)
    - Josep Ponti Musté (* 1911 in Barcelona; † unbekannt)
    - Salvador Soria Zapater (* 1915 in El Grau de Valencia; † 2010 in Benissa)
    - Bonaventura Trepat Samarra (* 1907 La Sentiu de Sió; † 1941 in Montauban)
    - Josep Martí Aleu (* 1906 in Barcelona; † 1970 in Septfonds)
Samarra und Aleu waren mit dem Priester der Kirche Saint-Blaise befreundet, der ihnen die Gelegenheit bot, in der Kirche „einen riesigen Kreuzweg zu malen, der aus zwei großen, 82 cm hohen Leinwänden bestand. Einer ist elf Meter lang und umfasst die ersten acht Stationen des Kreuzwegs, der andere, mehr als acht Meter lang, umfasst die letzten sechs Stationen.“[11]:Abschnitt 14 (Lage) Das Kunstwerk ist seit 2007 als Monument historique eingetragen.

  - weitere Intellektuelle
    - Mariano Marcos Lerena (* 1912 in Madrid; † 2016 in Albi). Der Architekt Lerena wurde von Dreyfus-Armand – unabhängig von seiner eigenen interessanten Exilgeschichte – vor allem deshalb erwähnt, weil er viele Zeichnungen seines Kameraden Gallo aufbewahrte.
    - Luis García Gallo, bekannt als Coq (* 1907 in Toro (Spanien); † 2001 in Barcelona) (Pressekarikaturist)
    - Francesc Tosquelles Llauradó (* 1912 in Reus; † 1994 in Granges-sur-Lot). (Psychiater und Psychoanalytiker)